# Valentina Tereškova
Valentina Vladimirovna Tereškova, coniugata Nikolaeva (in russo Валенти́на Влади́мировна Николаева-Терешко́ва?; Bol'šoe Maslennikovo, 6 marzo 1937), è una cosmonauta e politica russa, prima donna nello spazio nel 1963.

## Biografia
Nata a Bol'šoe Maslennikovo, nei pressi di Jaroslavl' sul fiume Volga da una famiglia bielorussa, era figlia di un carrista caduto durante la guerra d'inverno e per questo motivo ebbe un'infanzia difficile. Da giovane lavorò in una fabbrica di pneumatici e in seguito in un'azienda produttrice di filo da cucito, dove, per sette anni, svolse la mansione di sarta e stiratrice. Oltre al lavoro, frequentava corsi per corrispondenza per conseguire il diploma della scuola tecnica per l'industria leggera, diploma che conseguì nel 1960. Già nel 1955, seguendo la sua passione per il volo, era divenuta un'appassionata paracadutista.
Grande ammiratrice di Jurij Gagarin, nel 1962 scelse di candidarsi per diventare la prima donna nello spazio; superò l'esame teorico con merito insieme ad altre quattro candidate (Žanna Ërkina, Tat'jana Kuznecova, Valentina Ponomarëva e Irina Solov'ëva) ed iniziò così il suo addestramento. Il 4 giugno 1963 fu confermata quale unico componente della missione Vostok 6, lanciata il 16 giugno dal cosmodromo di Bajkonur per una durata complessiva di quasi tre giorni. Come nome in codice adottò il nomignolo čajka (gabbiano), che le era stato dato dal pioniere del programma spaziale sovietico Sergej Korolëv.
La missione effettuò 48 orbite terrestri e la Tereškova incontrò nello spazio il collega Valerij Fëdorovič Bykovskij, partito due giorni prima con la missione Vostok 5. Il 19 giugno alle ore 08:20 atterrò a nord est di Karaganda (RSS Kazaka) dove fu aiutata a liberarsi del paracadute da alcuni contadini di un villaggio. Pochi giorni dopo le fu conferita a Mosca l'onorificenza di pilota-cosmonauta dell'Unione Sovietica. Del primo gruppo di donne cosmonaute selezionato nel 1962, Tereškova sarebbe poi stata l'unica a volare nello spazio. La sua popolarità fu grande negli anni successivi alla sua impresa spaziale. Le fu dedicato un francobollo nel 1963 e una linea di apparecchi fotografici, prodotti dalla sovietica BELOMO dal 1965 al 1974, fu chiamata Čaika in onore del nomignolo con cui era nota.
Nel novembre del 1963 Valentina Tereškova sposò Andrijan Grigor'evič Nikolaev (nato il 5 settembre 1929 e morto il 3 luglio 2004), cosmonauta che aveva partecipato alla missione Vostok 3. Il matrimonio fu celebrato a Mosca e seguito con molta enfasi dai media sovietici. Agli sposi fu assegnato un appartamento sul Kutusovskij Prospekt. Nel 1964 nacque loro la figlia Elena. In seguito, Tereškova studiò presso l'Accademia del genio militare aeronautico "N.E. Žukovskij".
Nel maggio 1966 venne eletta a far parte del Soviet Supremo dell'URSS e nel maggio del 1968 divenne presidente del comitato donne dell'Unione Sovietica. Nel 1971 divenne membro del Comitato Centrale del PCUS. A partire dal 1974 fece parte del Presidium del Soviet Supremo e dal 1976 in poi fu vicepresidente della Commissione per l'educazione, la scienza e la cultura dell'Unione Sovietica.
Nel 1982 divorziò dal primo marito, Andrijan Grigor'evič Nikolaev, per sposare Jurij Šapošnikov, del quale rimase vedova nel 1999. Nel 1994 fu nominata dal governo russo direttrice del "Centro russo per collaborazione internazionale culturale e scientifica". Il 26 ottobre 1999 Tereškova è stata promossa al grado di Consigliere di Stato effettivo della Federazione Russa di 1ª classe.
Nel 2007, in un'intervista, la Tereškova ha deciso di confermare per la prima volta alcuni drammatici retroscena del suo primo volo orbitale. Al rientro, dopo 70 ore di assoluta immobilità in assenza di gravità, in preda al mal di spazio e dopo un atterraggio disastroso, aveva rischiato la vita, ma l'orgoglio nazionale e il clima della guerra fredda non consentirono di raccontare l'accaduto. Portata in ospedale, fu consegnata agli onori della cronaca solo una volta rimessasi. Il 14 settembre 2003, nel II congresso del Partito della Vita russo, è stata candidata come deputata alla Duma di stato della 4ª convocazione sulla Lista di partito federale numero 3, ma il blocco del partito non ha superato la barriera elettorale.
Nel 2008-2011 fu deputata della Duma regionale di Jaroslavl' per il partito Russia Unita (il partito di Vladimir Putin), ricoprendo il ruolo di vicepresidente. Il 5 aprile 2008 è stata la portabandiera della tappa russa della staffetta delle torce olimpiche di Pechino, a San Pietroburgo.
Nel 2011 è stata eletta alla Duma di Stato della Federazione Russa col partito Russia Unita nella lista regionale di Jaroslavl'. Valentina Tereškova, insieme a Elena Mizulina, Irina Jarovaja e Andrej Skoč, è membro del gruppo parlamentare interdipendente per la protezione dei valori cristiani; in tale veste, ha appoggiato l'introduzione di emendamenti alla Costituzione russa, secondo cui "l'ortodossia è la base dell'identità nazionale e culturale della Russia", e quelli per l'abbattimento del limite di durata dei mandati presidenziali.
Il 7 febbraio 2014 ha partecipato alla cerimonia di apertura delle Olimpiadi invernali di Sochi 2014 portando, insieme ad altre sette personalità russe, la bandiera olimpica. Il 18 settembre 2016, Tereškova è stata rieletta alla Duma. Nel 2017, durante una cerimonia solenne a lei dedicata in occasione dei suoi 80 anni, Putin ha detto di lei: "È sempre stata un simbolo della devozione alla Patria".
Nel marzo 2020, nel dibattito sulla riforma della Costituzione russa, ha proposto un emendamento che, modificando i vincoli temporali per i mandati presidenziali, permetterà a Vladimir Putin, presidente della Russia dal 2000, in scadenza nel 2024, di ricoprire quella carica fino al 2036. L'emendamento è stato approvato dalla Corte costituzionale russa la settimana successiva.

## Premi
- Medaglia d'oro Joliot-Curie;
- Una valle lunare venne nominata in suo onore "valle Tereškova";
- World Connection Award consegnato ad Amburgo nell'anno 2004 dal premio Nobel per la pace Michail Sergeevič Gorbačëv.

## Onorificenze

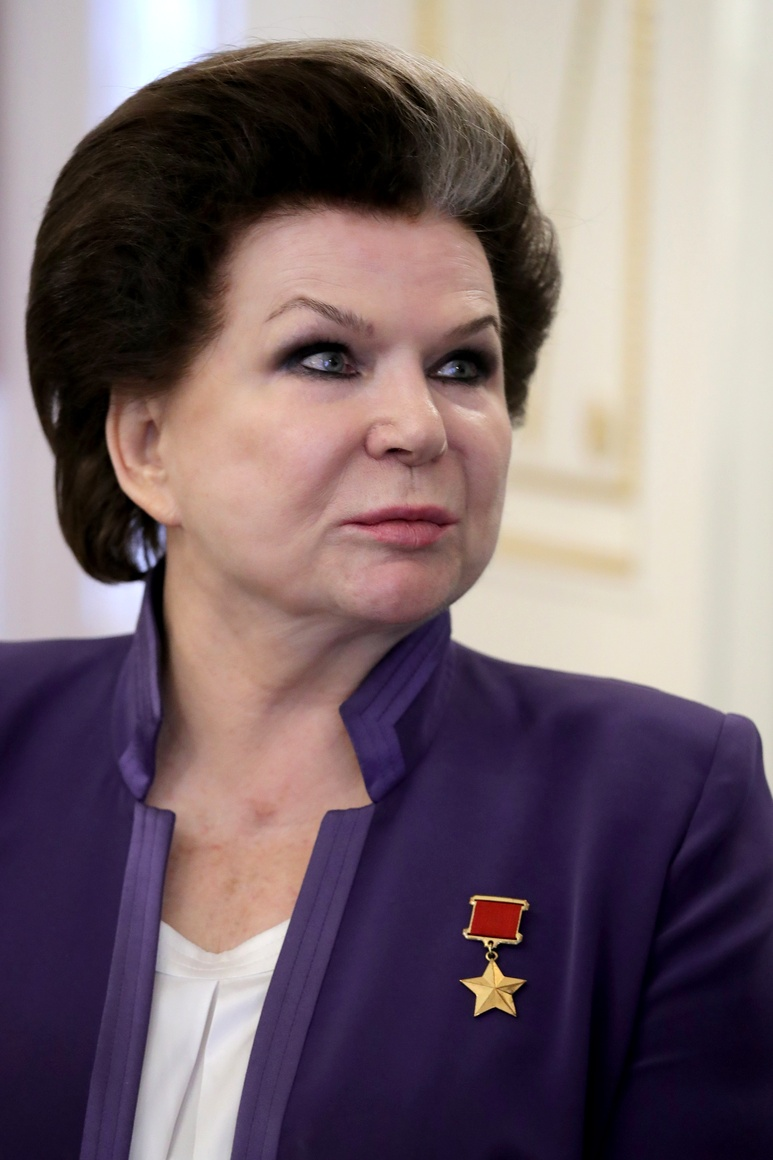
Valentina Tereškova nel 2017